# Winthemia proclinata
Winthemia proclinata là một loài ruồi trong họ Tachinidae.